# هفلین (آلاباما)
هفلین (به انگلیسی: Heflin) شهری در شهرستان کلبرن ایالت آلاباما است که مساحت آن ۴۲٫۰۳ کیلومتر مربع است و در سرشماری سال ۲۰۱۰ میلادی، ۳٬۴۸۰ نفر جمعیت داشته و تراکم جمعیتی آن، ۸۲٫۸ نفر در هر کیلومتر مربع بوده است.